# 馬自達Zoom-Zoom廣島球場
馬自達Zoom-Zoom廣島球場（日语：MAZDA Zoom-Zoom スタジアム広島），又常簡稱為馬自達球場（マツダスタジアム），是一個位於日本廣島縣廣島市南區南蟹屋的公營棒球場。該球場是日本職棒的比賽場地之一，也是隸屬於中央聯盟的廣島東洋鯉魚隊之主球場，於2009年開幕，擁有33,000人的容量。
馬自達球場的前身，是曾經存在於廣島市中區基町的第一代廣島市民球場，1957年啟用的該球場在2009年時結束職棒比賽場地的用途後，被作為業餘棒球比賽場地短暫使用至2010年後封館，並於2012年起進行拆除工程。作為取代，於南區修築的新球場在落成時原本暫訂命名為新廣島市民球場，但在實際啟用前，以廣島作為根據地的當地汽車製造大廠馬自達以每五年3億日圓的金額取得球場的冠名權，並根據該車廠的廣告標語「ZOOM-ZOOM-變得更想乘坐」（ZOOM-ZOOM -もっと乗りたくなる。-）而將球場命為馬自達Zoom-Zoom廣島球場。

## 交通
馬自達球場的主要公共運輸門戶為JR西日本所經營的廣島，球場距離車站南口約10分鐘的步行時間。

## 外部連結
- Mazda Zoom-Zoom Stadium広島 （页面存档备份，存于）